# بوزآیران (جلیل‌آباد)
بوزآیران (به ترکی آذربایجانی: Bozayran) یک منطقه مسکونی در جمهوری آذربایجان است که در شهرستان جلیل‌آباد واقع شده‌است. بوزآیران ۱۱۲ نفر جمعیت دارد.